# Kościół św. Marii Magdaleny w Krakowie (ul. Dożynkowa)
Kościół św. Marii Magdaleny – kościół rzymskokatolicki znajdujący się w Krakowie, w dzielnicy IV Prądnik Biały przy ul. Dożynkowej 35, w Witkowicach. Posługę pełnią księża diecezjalni.

## Historia
Tuż po erygowaniu nowej parafii w Witkowicach, gdzie początkowo wierni spotykali się na nabożeństwach w barokowej kaplicy, we wrześniu 2001 r. kard. Franciszek Macharski poświęcił ziemię pod budowę kościoła parafialnego. W latach 2002–2003 powstawały fundamenty świątyni. 17 kwietnia 2006 r., w Poniedziałek Wielkanocny, kard. Stanisław Dziwisz uroczyście wmurował kamień węgielny, wydobyty z podziemi katedry wawelskiej. W noc Bożego Narodzenia 24/25 grudnia 2007 r. po raz pierwszy w nowym, nie wykończonym jeszcze kościele w Witkowicach odprawiono uroczystą pasterkę. Prace wykończeniowe trwały do 2009 r.